# IC 30
IC 30 ist eine elliptische Galaxie vom Hubble-Typ E-S0 im Sternbild Walfisch am Südsternhimmel. Sie ist rund 1,1 Milliarden Lichtjahre von der Milchstraße entfernt und hat einen Durchmesser von etwa 130.000 Lichtjahren.
Entdeckt wurde das Objekt am 6. November 1891 vom französischen Astronomen Stéphane Javelle.